# ラ・シャペル＝ブランシュ (コート＝ダルモール県)
ラ・シャペル＝ブランシュ （La Chapelle-Blanche）は、フランス、ブルターニュ地域圏、コート＝ダルモール県のコミューン。

## 地理
県東部、イル＝エ＝ヴィレーヌ県との県境に位置する。レンヌとサン＝ブリユーをつなぐ高速道路である国道12号線が村を横切る。

## 人口統計
| 1962年 | 1968年 | 1975年 | 1982年 | 1990年 | 1999年 | 2006年 | 2013年 |
| ------ | ------ | ------ | ------ | ------ | ------ | ------ | ------ |
| 280    | 236    | 181    | 180    | 169    | 165    | 210    | 186    |

参照元:1962年から1999年までは複数コミューンに住所登録をする者の重複分を除いたもの。それ以降は当該コミューンの人口統計によるもの。1999年までEHESS/Cassini、2006年以降INSEE。

## 史跡

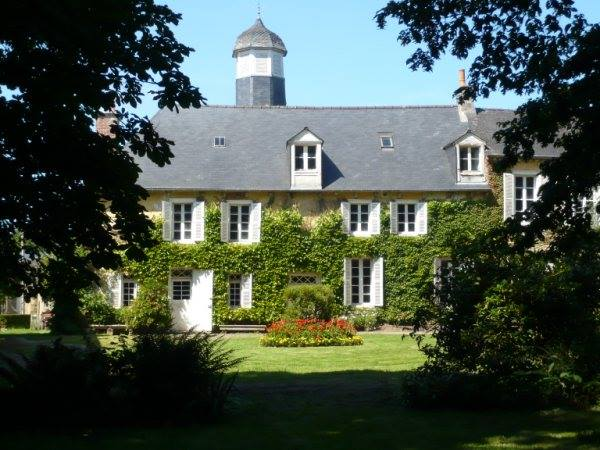
ユノーディエールのマノワール

- 白い礼拝堂の伝説 - コミューン最古の建物はクロワ・ジュボーという場所の角に建っていた。当時、コミューンの住民たちは建物の摩耗のために再建を話し合っていたが、結論は出なかった。ある時、雪と見まごうばかりに白い鳩が姿を現し、小さな石をくちばしでくわえ現在の墓地の場所に運んだ。鳩は驚愕する教区民たちの前で数回この動作を繰り返した。問題を解決させ教区民たちを恥じ入らせるため、天が使者を遣わしたことは疑いもなかった。
- ユノーディエールのマノワール - シャトーまたはユノーディエールのマノワールは16世紀以来の建物だが、現在の建物の大半は18世紀から19世紀に建てられたものである。付属する建物としてオレンジ園、厩舎、鳩小屋がある。マノワールは、大型船のてっぺんにあるようなランタン塔を備えている。